# Paweł Sołtys (dziennikarz)
Paweł Sołtys (ur. 26 sierpnia 1984) – polski dziennikarz ekonomiczny.

## Życiorys
Absolwent Szkoły Głównej Handlowej w Warszawie. Były (zatrudniony w rozgłośni od 2007 do 2018 roku) pracownik Programu Trzeciego Polskiego Radia, gdzie prowadził audycje Informator ekonomiczny i Bardzo Ważny Projekt oraz wiadomości ekonomiczne. Z radia zwolniony dyscyplinarnie w 2016 roku, będąc wówczas przewodniczącym Związku Zawodowego Dziennikarzy i Pracowników Programu II i III Polskiego Radia, w związku z uczestnictwem w protestach po zmianie dyrektora stacji i usunięciu części dziennikarzy stacji. Został przywrócony do pracy ugodą przedsądową w 2017 roku. Ze stacją rozstał się na początku 2018 roku. W latach 2014–2015 był zastępcą redaktora naczelnego czasopisma Bloomberg Businessweek Polska.
Od 2017 do 2020 roku pracował jako redaktor Pulsu Biznesu i Bankier.pl. W 2020 roku dołączył do zespołu Radia 357, gdzie prowadził audycję Finansowanie społecznościowe i jest odpowiedzialny za finanse oraz model biznesowy. 19 listopada 2020 roku został udziałowcem i prezesem zarządzającej rozgłośnią firmy 357 sp. z o.o.
Jest wykładowcą akademickim w warszawskim Collegium Civitas i od 2016 roku komentatorem narciarstwa alpejskiego w telewizji Eurosport 1.
W 2019 roku był nominowany do nagrody Grand Press Economy 2019.
We wrześniu 2020 roku wziął udział w teleturnieju Milionerzy jako przyjaciel pod telefonem przy pytaniu za 250.000 złotych. Jego bratem jest Tomasz Sołtys, klawiszowiec w zespole Bitamina.